# Niet-geveegde kamer

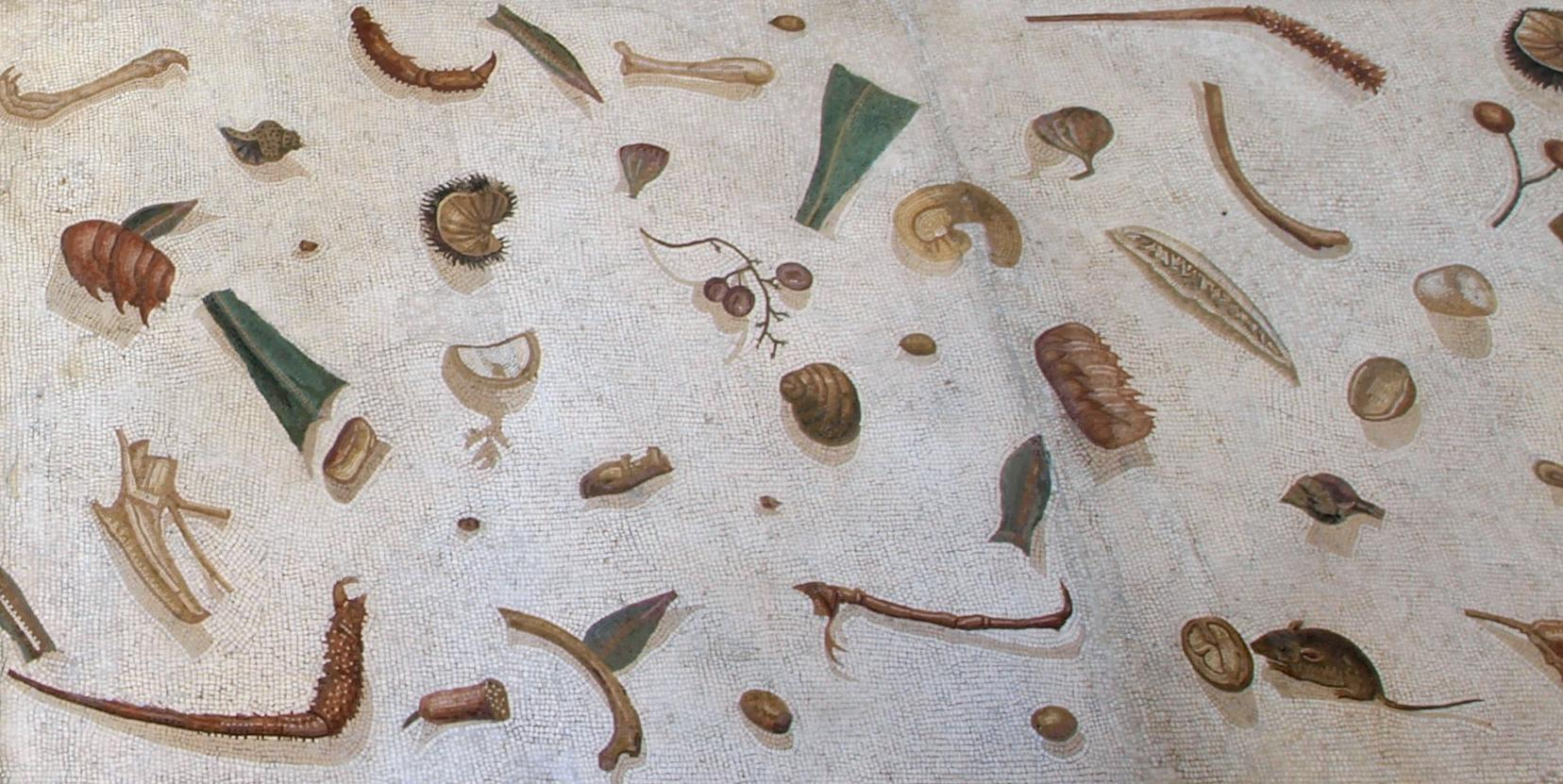
Niet-geveegde kamer van Heraklitos (detail) (Vaticaanse Musea)

De niet-geveegde kamer (of ongeveegde kamer, Grieks: ἀσάρωτος οἶκος) was een thema in de mozaïekkunst in de Griekse en Romeinse oudheid. Deze vloermozaïek werd gelegd in de eetkamer (triclinium) en toonde als trompe-l'oeil allerlei etensresten alsof deze gemorst waren op de vloer.

## Oudheid
Een eerste niet-geveegde kamer wordt genoemd door Plinius als een mozaïek uit de eerste helft van de 2e eeuw v.C. in een villa in Pergamon van een kunstenaar met de naam Sosos. Plinius noemde dit een niet-geveegde kamer "omdat hij met kleine kubusjes in bonte kleuren de overblijfselen van een maaltijd en alles wat men pleegt op te vegen op de vloer had afgebeeld, alsof het daar was blijven liggen." Dit mozaïek is verloren gegaan.

Mozaïek in het Bardomuseum (3e eeuw)

In 1833 werd een mozaïek van een niet-geveegde kamer, een kopie van het werk van Sosos, opgegraven in een Romeinse villa in Rome, ten zuiden van de Aventijn. Dit mozaïek dateert uit de tijd van keizer Hadrianus in de eerste helft van de 2e eeuw n.C. en is gesigneerd door zijn (Griekse) maker Heraklitos. Op een witte achtergrond worden etensresten als een botje, een slakkenhuis, resten van kreeft, pitten en druiven getoond. Het trompe l'oeil-effect wordt versterkt door schaduwen en door de aanwezigheid van een muis die zich te goed doet aan de resten. Deze niet-geveegde kamer maakt onderdeel uit van een vierkanten mozaïekvloer met zijden van 405 cm, waarop ook theatermaskers en scènes van de Nijl te zien waren, en wordt bewaard in het Museo Gregoriano Profano, onderdeel van de Vaticaanse Musea. 
De resten van een andere niet-geveegde kamer worden tentoongesteld in het Bardomuseum in Tunesië (3e eeuw).

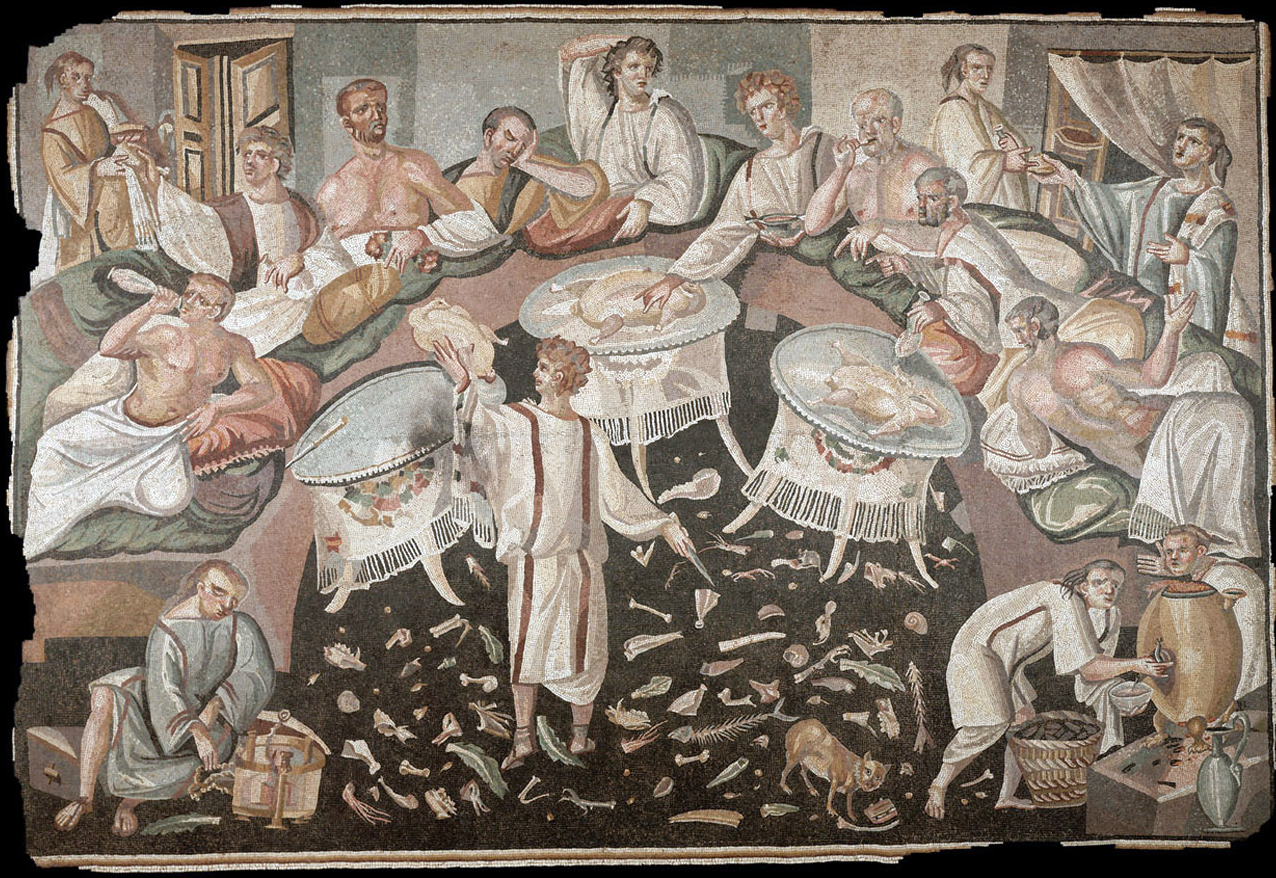
Mozaïek in Chateau de Boudry (5e eeuw), een scene in een triclinium met een halfronde bank, een stibadium. Op de vloer allerlei etensresten, zoals visgraten, botjes en resten van schaaldieren. Een poes is op de resten afgekomen.

Ander mozaïek met dit thema is aanwezig in de oude Italiaanse basiliek in Aquileia (1e eeuw) en in het Chateau de Boudry in Zwitserland (5e eeuw).

## Hedendaags
Dergelijk mozaïek wordt ook door hedendaagse kunstenaars gemaakt. Het mozaïek uit Rome was ook inspiratie voor een animatiefilm van Jane Hubbard en voor een serie schilderijen van Margaret Rinkovsky. Vanessa Somers Vreeland maakte een versie die sterk lijkt op het Romeinse origineel, maar met hedendaagse voorwerpen.